# 廖乃雄
廖乃雄（1933年—） ，中国音乐教育家，原任上海音乐学院音乐研究所所长，现任中央音乐学院客座教授。常年从事于音乐教育法的研究。

## 生平
1951-1958年在上海音乐学院作曲系和钢琴系学习；毕业后留校任教。
1982-1984年考获西德洪堡研究奖学金，1984年回国，任上海音乐学院音乐研究所所长。
1985年参加全国文代会，被选为中國音乐家协会理事；音乐教育委员副主任。1987年起，多次被收入英国剑桥国际人物人物中心（Cambridge International Biographical Centre）、世界范围的《"谁是谁"（Who' is Who）人名大辞典》。